# Tőzeg

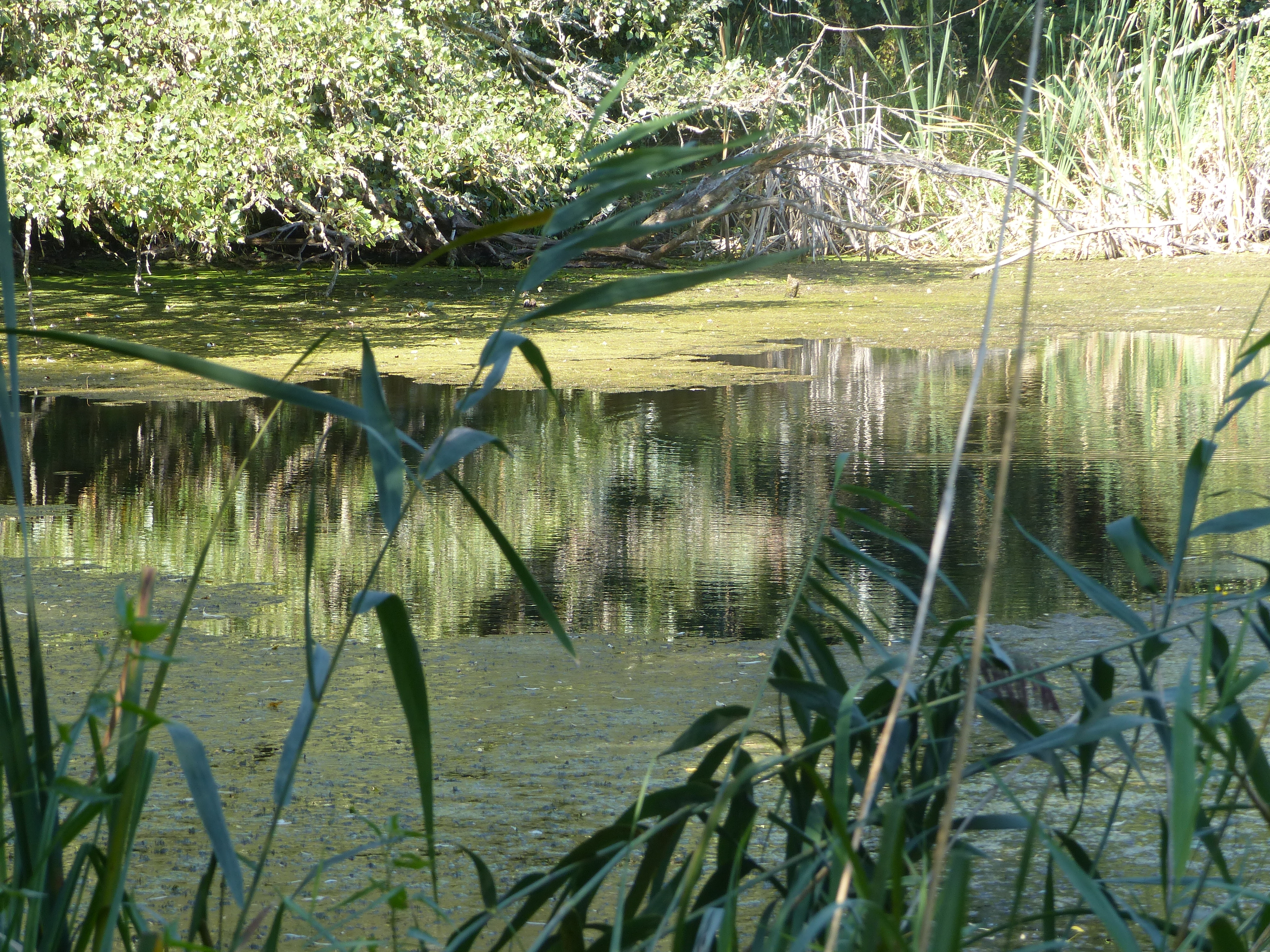
Tündértó - tőzegtó

A tőzeg növényi eredetű üledékes talajképző kőzet és talaj, a félig szárazföldi humuszképződés terméke. A tőzeg érett, alacsonyabb szervesanyag-tartalmú és erősen átalakult formáját kotunak is nevezik.
A tőzeg az erősen nedves, víz által borított és levegőtől elzárt (anaerob) körülmények között, az ott elhalt növények törmelékéből képződik biológiai, kémiai és fizikai folyamatok révén. A tőzegképződésre alkalmas élőhelyeket tágabb értelemben lápoknak nevezzük, de a mára már kiszáradt lápok területén is fellelhető a tőzeg. Magyarországon valamennyi láp védett.  A 2013-as „láptörvény” értelmében pár helyen engedélyezett a tőzegbányászat.
Tőzegképződésre alkalmas körülmények a tartósan lefolyástalan természeti helyek, lefűződött holtágak, sekély tavak, patakpartok területén alakultak ki, ahol a vízfelületet részben vagy egészben vízi növényzet, hínár, sás, nád, gyékény, és gyakran mohák, páfrányok nőtték be.

## Főbb megjelenési formái
A tőzegféléket a színük alapján különböztetjük meg, s nevezzük el. A világos fehértőzegnél a növény szerkezete még jól látható, további bomlásnál egy homogénebb, szemmel alig felismerhető szerkezetlen anyag keletkezik, ez a barnatőzeg. A legidősebb tőzegréteg az úgynevezett feketetőzeg.
- A síkvidéki fátlan lápok növényzetére és tőzegképző anyagára gyakran egyszikű növények dominanciája jellemző (rétlápok, síklápok, sáslápok). Ezek jellemző habitusa a zsombékos-semlyékes rét.
- A láperdők jellemző növényzeti képét a fás szárú növények határozzák meg, jellemző tőzegképző anyaguk a fák lehullott lombja.
- A hűvös hegyi élőhelyekre jellemző mohalápok általában források környékén indulnak fejlődésnek a tőzegmohák (Sphagnumfélék) megtelepedése következtében.

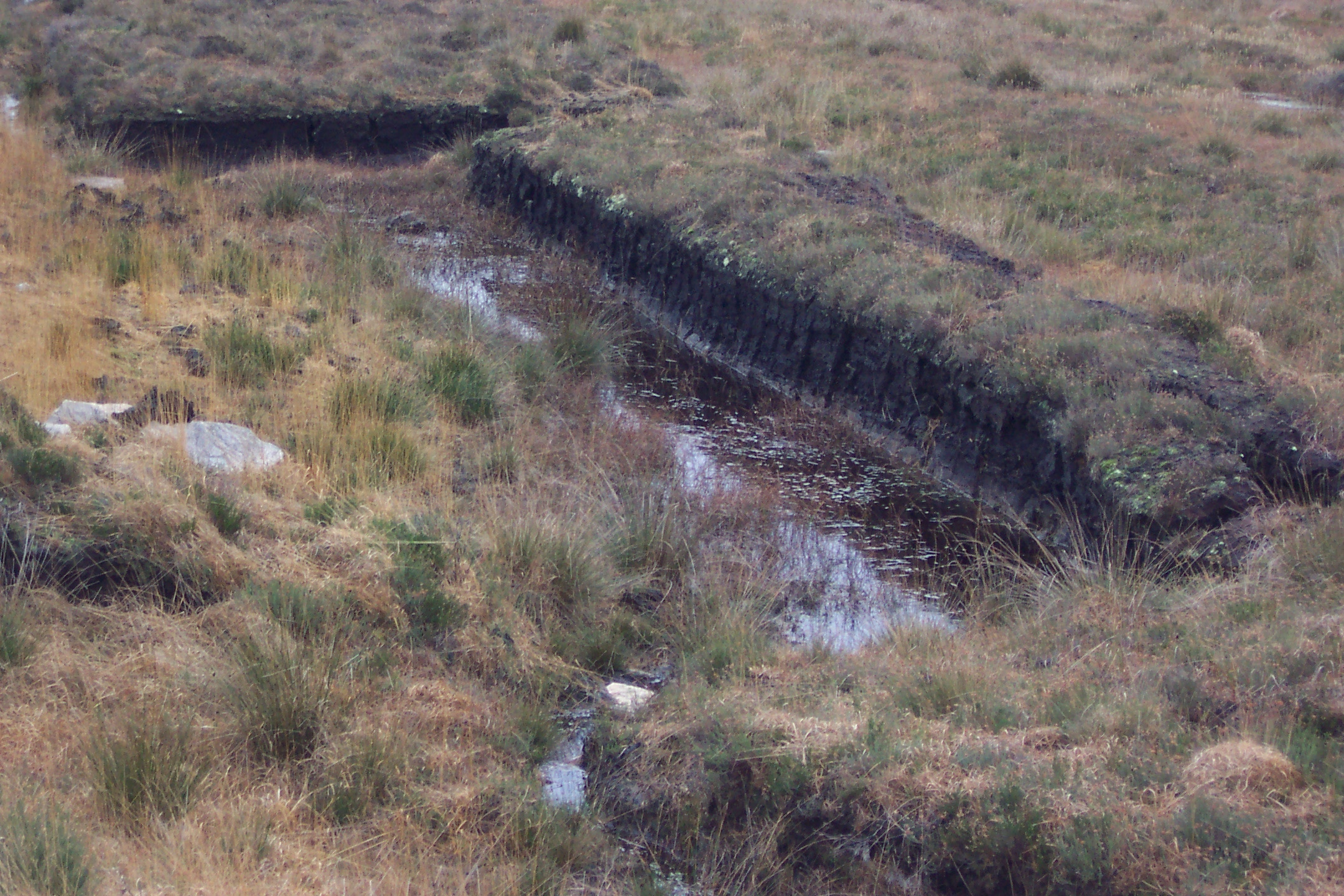
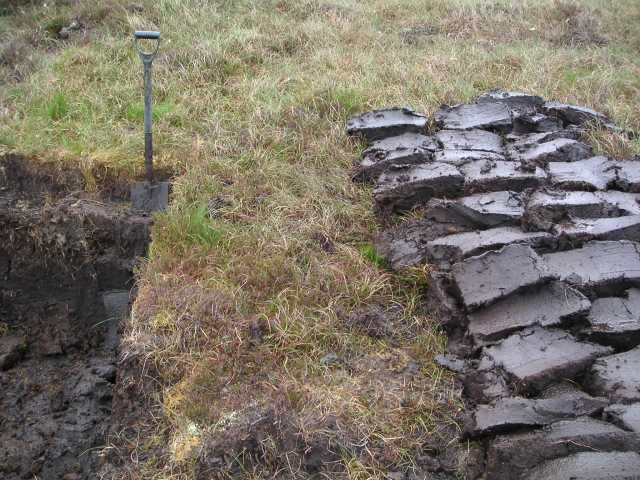
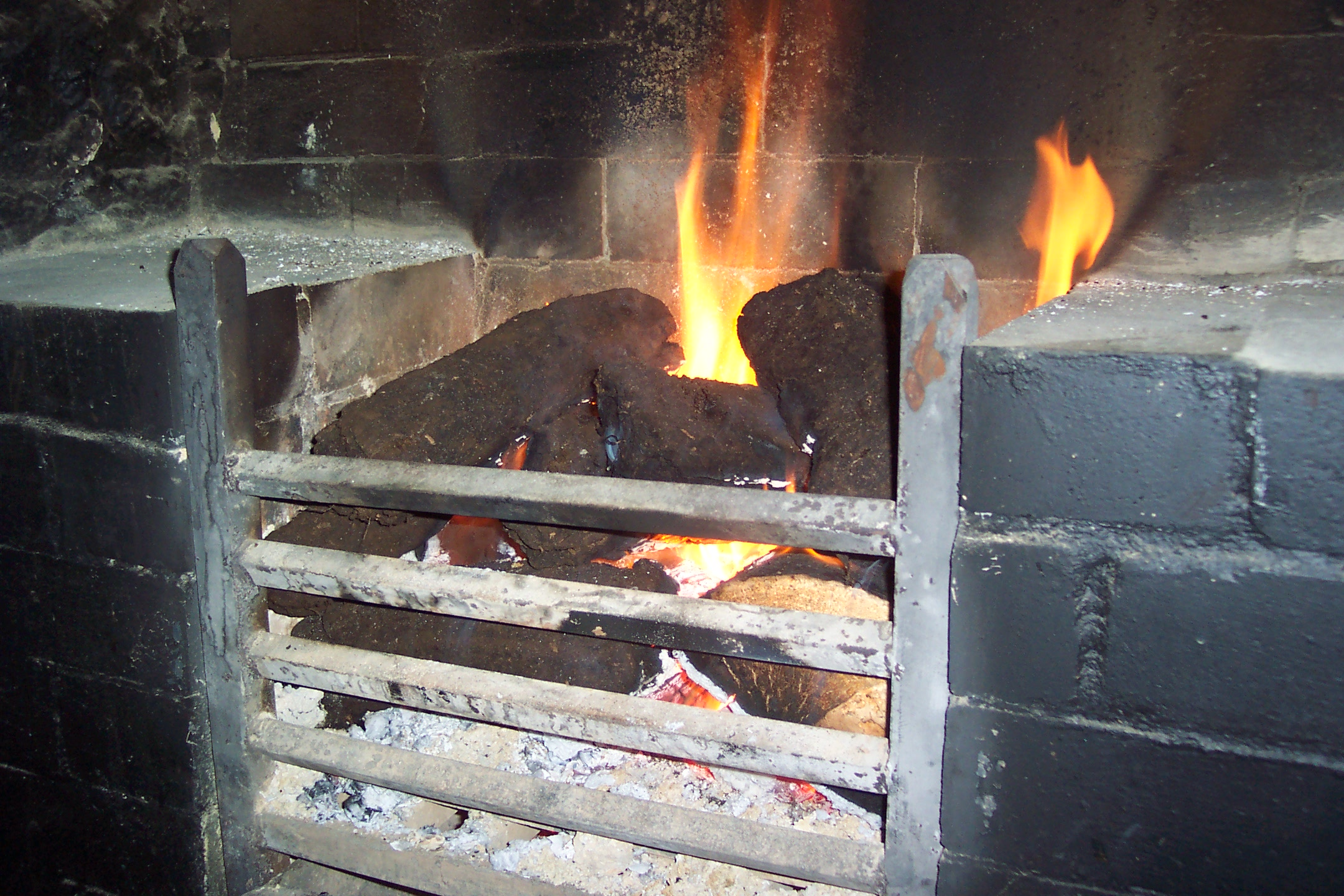

## A tőzeg bányászata és felhasználása
A tőzeget régen kézzel, tőzegásókkal termelték ki, ma erőgépek és szállítószalagok segítségével. Érdekességképpen megemlítendő, hogy Csór-Nádasdladány mellett évi 30–40 ezer tonna tőzeget bányásztak, a kitermelés 25–30 embernek adott munkát, a legnagyobb felhasználó pedig a Fővárosi Településtisztasági Vállalat volt, amely a szikkasztott szennyvíziszapot komposztálta a tőzeg segítségével. Ugyanott 2008-ban indult egy vállalkozás, ahol a  tervek szerint egy esztendő alatt 10 és 25 ezer tonna közötti mennyiséget bányásznak majd ki virágföld készítése céljából. Az ország másik legnagyobb tőzegtelepei Zala vármegyében vannak. A természetvédők szerint a jelenlegi, fokozott kitermelés következtében a térségben lévő ivóvízkutak teljesen kiszáradtak, és a Balaton is komoly veszélybe került azzal, hogy a bányatavak  nagy és utánpótlás nélküli párolgási felülettel bírnak. Ezek a bányatavak szerintük úgy alakultak ki, hogy a munkagépekkel felsértették azt a legfelső agyagréteget, amely nem engedte, hogy a nedvesség a föld mélyébe szivárogjon, és így veszítse el a vizét a magyar tenger.
A friss tőzegnek nagyon magas a víztartalma, ezért szállítás vagy égetés előtt szárítani kell. A tőzeget száraz állapotában tüzelőanyagként használják, nedvesebb állapotában pedig főként a talajminőség javítására. Átlagos fűtőértéke hasonló a barnaszénéhez, melynek az átlagos fűtőértéke 17 MJ/kg. A tőzegnek magas a hamutartalma is, és kémiai adalékkal kell a hamu olvadáspontját csökkentve megakadályozni az égetés korrozív és környezetszennyező hatását. A kiégetés ezért nagyon lassú, és ebből is kifolyólag számos tőzegfajtából csak silány minőségű tüzelőanyag lesz.
A tőzegfüstöt – főleg Skóciában – gyakran használják a malátawhisky alapanyagául szolgáló árpamaláta szárításához.

## Lásd még
- lignit,
- barnakőszén,
- feketekőszén,
- antracit.

## Internet
- Tőzegmúzeum Gröbenzell

## Ajánlott irodalom
- Fehér Dániell (1954): Talajbiológia – Akadémiai Kiadó, Budapest
- Hargitai Károly (1985): Talajtan és agrokémia I.II. – Kertészeti Egyetem, Budapest
- Hortobágyi Tibor és mti.(1981): Növényföldrajz, társulástan és ökológia – Tankönyvkiadó, Budapest
- Simon Tibor és Juhász-Nagy Pál (1993): Talajtan, mint a növényökológia alapja – Nemzeti Tankönyvkiadó, Budapest
- Stefanovits Pál (1975): Talajtan – Mezőgazdasági Kiadó, Budapest
- Stefanovits Pál (1963): Magyarország talajai – Akadémiai Kiadó, Budapest
- Stefanovits Pál (1977): Talajvédelem, környezetvédelem – Mezőgazdasági Kiadó, Budapest
- Szabó István Mihály (1986): Az általános talajtan biológiai alapjai, Mezőgazdasági Kiadó, Budapest